# Fairey Fireflash

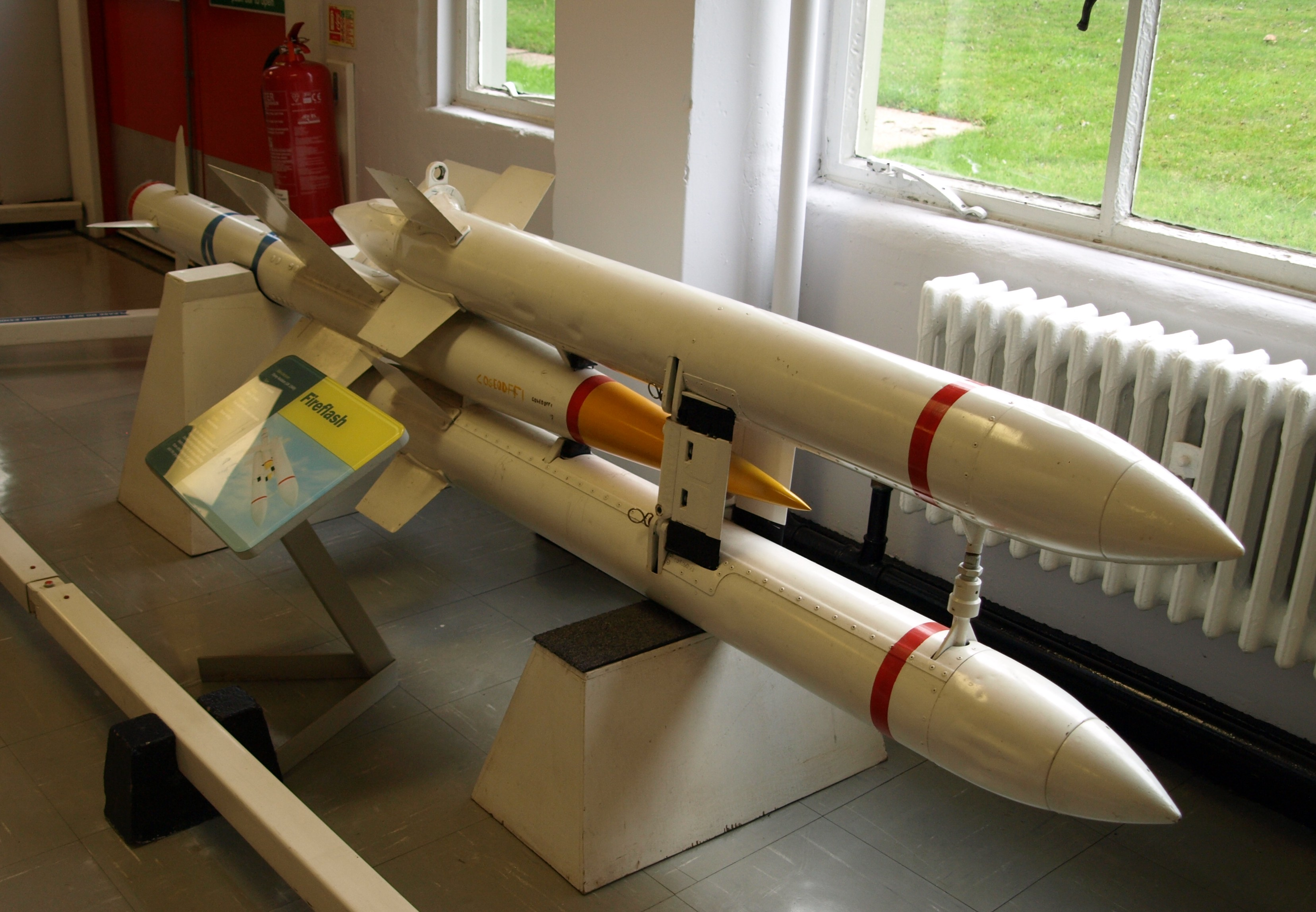
Fireflash

Fireflash var Storbritanniens första luft-till-luft-robot, den var i tjänst mellan 1955 och 1958 i det brittiska flygvapnet. Navigeringen var ledstrålestyrd och vikten var 150 kg. Byggd av Fairey Aviation.